# Ludwig von Dünewald
Ludwig Graf von Dünewald († 1727) war ein königlich-polnischer und kurfürstlich-sächsischer Generalmajor. Er starb er als letzter männlicher Vertreter des Adelsgeschlechts von Dünewald.

## Herkunft
Seine Eltern waren der kaiserliche General Johann Heinrich von Dünewald (1691) und dessen Ehefrau der Freiin Katharina Elisabeth, geb. von Blumenthal. Die Grafen besaßen in der Provinz Schlesien im Kreis Grünberg: Sabor, Droschkau, Zahn, Loos, Milzig, Koltzig, Lipke und Grünberg in Schlesien.

## Leben
Der Graf kam um das Jahr 1700 in kursächsische Dienste. In der Schlacht bei Fraustadt kommandierte er die Kavallerie auf dem linken Flügel. Um diesen Zeitpunkt erhielt er ein erst 1704 errichtetes Dragonerregiment. Im Oktober 1705 wurde er sächsischer Generalmajor Im Jahr 1709 musst er das Regiment dann an den Prinzen Johann Adolph von Sachsen-Weißenfels abgeben.
Dünnewald wechselte dann in schwedische Dienste und kämpfte auch in der desaströsen Schlacht bei Poltawa. Von dort begleitete er den schwedischen König Karl XII. auf dessen Flucht nach Bender. Er blieb beim König bis 1713.

## Familie
Der Graf war zweimal verheiratet. Zuerst heiratete er 1690 Elisabeth Dorothea von Limpurg-Speckfeld (1656–1712; Witwe von Wilhelm Heinrich von Limpurd-Gaildorf). In zweiter Ehe heiratete er am 14. Mai 1717 die Gräfin Louise Amalie von Callenberg (* 19. November 1691; † 10. August 1751). Beide Ehen blieben kinderlos.